# Kirgizistan i olympiska sommarspelen 2008
Kirgizistan deltog i de olympiska sommarspelen 2008 i Peking. Landet ställde upp med en trupp bestående av 20 deltagare, 16 män och fyra kvinnor, vilka deltog i 22 tävlingar i nio sporter. Kirgizistan slutade på 65:e plats i medaljligan, med en silvermedalj och en bronsmedalj, båda i brottning.

## Medaljer

### Silver
- Kanatbek Begaljev - Brottning, lättvikt, grekisk-romersk stil

### Brons
- Ruslan Tiumenbajev - Brottning, fjädervikt, grekisk-romersk stil

## Boxning
- Huvudartikel: Boxning vid olympiska sommarspelen 2008

| Tävlande           | Viktklass | Sextondelsfinal      | Åttondelsfinal       | Kvartsfinal          | Semifinal            | Final                |
| Tävlande           | Viktklass | Motståndare Resultat | Motståndare Resultat | Motståndare Resultat | Motståndare Resultat | Motståndare Resultat |
| ------------------ | --------- | -------------------- | -------------------- | -------------------- | -------------------- | -------------------- |
| Asylbek Talasbayev | Lättvikt  | Lopes (BRA) W 9-7    | Perez (COL) L 4-15   | Gick inte vidare     | Gick inte vidare     | Gick inte vidare     |

## Brottning
- Huvudartikel: Brottning vid olympiska sommarspelen 2008

| Tävlande          | Gren                             | Kvalifikation                    | 1/8 Final                     | Kvartsfinal                     | Semifinal               | Återkval 1           | Återkval 2              | Final                                        |
| Tävlande          | Gren                             | Motståndare Resultat             | Motståndare Resultat          | Motståndare Resultat            | Motståndare Resultat    | Motståndare Resultat | Motståndare Resultat    | Motståndare Resultat                         |
| ----------------- | -------------------------------- | -------------------------------- | ----------------------------- | ------------------------------- | ----------------------- | -------------------- | ----------------------- | -------------------------------------------- |
| Bazar Bazarguruev | Fristil, fjädervikt              |                                  | Prizreni (ALB) W 1-0, 2-1     | Fedoryshyn (UKR) L 0-2, 0-1     | Till final              | Till final           | Zadick (USA) W 1-0, 3-0 | Bronze Medal match Yumoto (JPN) L 0-1, 0-2   |
| Arsen Gitinov     | Fristil, weltervikt              | Brzozowski (POL) W 1-1, 3-1, 1-0 | Aldatov (UKR) W 0-3, 2-1, 2-1 | Terziev (BUL) L 6-6, F          | Gick inte vidare        | Gick inte vidare     | Gick inte vidare        | Gick inte vidare                             |
| Alexey Krupnyakov | Fristil, tungvikt                |                                  | Gogshelidze (GEO) L 0-1, 0-1  | Gick inte vidare                | Gick inte vidare        | Gick inte vidare     | Gick inte vidare        | Gick inte vidare                             |
| Ruslan Tiumenbaev | Grekisk-romersk stil, fjädervikt |                                  | Ala-Huikku (FIN) W 3-1, 4-0   | Aripov (UZB) W 2-0, 0-3, 2-1    | Albiev (RUS) L 0-6, 0-4 | Till bronsmatch      | Till bronsmatch         | Bronsmatch · Monzón (CUB) · W 8-0, 1-0 Brons |
| Kanatbek Begaliev | Grekisk-romersk stil, lättvikt   |                                  | Deitchler (USA) W 6-3, 3-0    | Vardanyan (UKR) W 3-0, 0-2, 2-1 | Gergov (BUL) W 1-1, 1-1 | Till final           | Till final              | Guenot (FRA) · L 0-3, 0-1 Silver             |

## Friidrott
- Huvudartikel: Friidrott vid olympiska sommarspelen 2008

Förkortningar
- Noteringar – Placeringarna avser endast löparens eget heat
- Q = Kvalificerad till nästa omgång
- q = Kvalificerade sig till nästa omgång som den snabbaste idrottaren eller, i fältgrenarna, via placering utan att uppnå kvalgränsen.
- NR = Nationellt rekord
- N/A = Omgången ingick inte i grenen
- Bye = Idrottaren behövde inte delta i denna omgång

Herrar
Bana och landsväg
| Idrottare         | Gren       | Heat     | Heat      | Semifinal        | Semifinal        | Final            | Final            |
| Idrottare         | Gren       | Resultat | Placering | Resultat         | Placering        | Resultat         | Placering        |
| ----------------- | ---------- | -------- | --------- | ---------------- | ---------------- | ---------------- | ---------------- |
| Sergej Pakura     | 800 m      | 1:50.54  | 7         | Gick inte vidare | Gick inte vidare | Gick inte vidare | Gick inte vidare |
| Aleksej Pogorelov | 400 m häck | 51.47    | 6         | Gick inte vidare | Gick inte vidare | Gick inte vidare | Gick inte vidare |

Damer
Bana & landsväg
| Idrottare       | Gren       | Heat     | Heat      | Semifinal        | Semifinal        | Final            | Final            |
| Idrottare       | Gren       | Resultat | Placering | Resultat         | Placering        | Resultat         | Placering        |
| --------------- | ---------- | -------- | --------- | ---------------- | ---------------- | ---------------- | ---------------- |
| Iuliia Andreeva | Maraton    | i.u.     | i.u.      | i.u.             | i.u.             | 2:44:41          | 58               |
| Galina Pedan    | 400 m häck | 1:00.31  | 7         | Gick inte vidare | Gick inte vidare | Gick inte vidare | Gick inte vidare |

Fältgrenar
| Idrottare        | Gren     | Kval  | Kval      | Final            | Final            |
| Idrottare        | Gren     | Längd | Placering | Längd            | Placering        |
| ---------------- | -------- | ----- | --------- | ---------------- | ---------------- |
| Tatiana Efimenko | Höjdhopp | NM    | —         | Gick inte vidare | Gick inte vidare |

## Fäktning
- Huvudartikel: Fäktning vid olympiska sommarspelen 2008

Herrar
| Idrottare            | Gren                | Omgång 1              | Sextondelsfinal   | Åttondelsfinal    | Kvartsfinal       | Semifinal         | Final / BM        | Final / BM       |
| Idrottare            | Gren                | Motståndare Poäng     | Motståndare Poäng | Motståndare Poäng | Motståndare Poäng | Motståndare Poäng | Motståndare Poäng | Placering        |
| -------------------- | ------------------- | --------------------- | ----------------- | ----------------- | ----------------- | ----------------- | ----------------- | ---------------- |
| Serguei Katchiourine | Värja, individuellt | Jeannet (FRA) L 14–15 | Gick inte vidare  | Gick inte vidare  | Gick inte vidare  | Gick inte vidare  | Gick inte vidare  | Gick inte vidare |

## Judo
Herrar
| Idrottare          | Gren                   | Inledande omgång     | Sextondelsfinal           | Åttondelsfinal       | Kvartsfinal          | Semifinal            | Återkval 1                  | Återkval 2           | Återkval 3           | Final / BM           | Final / BM       |
| Idrottare          | Gren                   | Motståndare Resultat | Motståndare Resultat      | Motståndare Resultat | Motståndare Resultat | Motståndare Resultat | Motståndare Resultat        | Motståndare Resultat | Motståndare Resultat | Motståndare Resultat | Placering        |
| ------------------ | ---------------------- | -------------------- | ------------------------- | -------------------- | -------------------- | -------------------- | --------------------------- | -------------------- | -------------------- | -------------------- | ---------------- |
| Talant Dzhanagulov | Tungvikt (+100 kg)     | BYE                  | Pan S (CHN) L 0001–1001   | Gick inte vidare     | Gick inte vidare     | Gick inte vidare     | Gick inte vidare            | Gick inte vidare     | Gick inte vidare     | Gick inte vidare     | Gick inte vidare |
| Elena Proskurakova | Halv tungvikt (-78 kg) | i.u.                 | Yang Xl (CHN) L 0000–1000 | Gick inte vidare     | Gick inte vidare     | Gick inte vidare     | Lkhamdegd (MGL) L 0000–0230 | Gick inte vidare     | Gick inte vidare     | Gick inte vidare     | Gick inte vidare |

## Simning
- Huvudartikel: Simning vid olympiska sommarspelen 2008

## Skytte
- Huvudartikel: Skytte vid olympiska sommarspelen 2008

## Taekwondo
| Idrottare      | Gren             | Åttondelsfinaler     | Kvartsfinaler        | Semifinaer           | Återkval             | Bronsmatch           | Final                | Final            |
| Idrottare      | Gren             | Motståndare Resultat | Motståndare Resultat | Motståndare Resultat | Motståndare Resultat | Motståndare Resultat | Motståndare Resultat | Placering        |
| -------------- | ---------------- | -------------------- | -------------------- | -------------------- | -------------------- | -------------------- | -------------------- | ---------------- |
| Rasul Abduraim | Herrarnas −68 kg | Manz (GER) L 0–1     | Gick inte vidare     | Gick inte vidare     | Gick inte vidare     | Gick inte vidare     | Gick inte vidare     | Gick inte vidare |

## Tyngdlyftning
- Huvudartikel: Tyngdlyftning vid olympiska sommarspelen 2008